# Ralf König
Ralf König (Soest, Westfàlia, 8 d'agost de 1960) és un dibuixant alemany de còmics de temàtica gai. És el creador, entre altres personatges, de Conrad i Paul, una parella «lliure» de gais que viuen a Colònia. Ha creat els primers còmics de temàtica homosexual llegits de forma massiva també per heterosexuals.

## Biografia i cronologia de l'obra
Nascut en una família obrera de l'àmbit rural alemany, va estudiar a un centre de formació professional i va començar a treballar com a aprenent de soldador. Ralf König va començar a publicar els seus dibuixos el 1979 a la revista underground Zomix i a la revista gai Rosa Flieder, les dues basades a Múnic. El 1981 va sortir el primer volum de Schwulcomics. De 1981 a 1986, va estudiar a la KunstAkademie de Düsseldorf.
El 1987, va publicar Der bewegte Mann, L'home desitjat en l'edició en català, que el va consagrar com a dibuixant. Algunes de les obres han estat adaptades al cinema, com L'home desitjat (1994), El condó assassí (1996) dirigida per Martin Walz, i que incloïa l'argument de El condó ataca i la continuació Bis auf die Knochen i que a diferència de L'home desitjat, que el va decebre, el guió el va fer el mateix König per controlar-ne la producció, Wie die Karnickel i Lisístrata el 2002.
En 2012 Rosa von Praunheim va rodar el documental König des Comics - Ralf König en la qual es troben un fan de König i l'artista mateix, i en què s'explica com El condó ataca va tenir un paper important per retratar la quotidianitat dels desitjos de molts homosexuals que no tenien referents populars.

## Estil

Mural a la Plaça Jo-Cox a Brussel·les.

L'obra de Ralf König es podria definir com lleugera i sense tabús. Els dibuixos són clars i fonamentalment en blanc i negre, tenint com a resultat imatges que s'acosten a la caricatura de caràcter còmic i grotesc. Normalment les històries es basen en la situació, sovint dins del registre del vodevil. Darrere la imatge humorística, König evoca qüestions essencials tals com l'acceptació de la diferència, les relacions home/dona i homosexual/heterosexual, els problemes de parella, la sida, etc.
En els seus àlbums, Ralf König no s'amaga del seu gust pels homes peluts, musculats i mediterranis, en oposició als alemanys o francesos, considerats respectivament com poc atractius i massa sofisticats. König ha confessat que la seva obra era composta una tercera part d'elements autobiogràfics, una tercera part d'elements manllevats de coneguts i d'una altra tercera part de pura ficció.
Els àlbums recents barregen, cada cop més, personatges homosexuals i heterosexuals que tenen relacions amicals, mentre que els personatges dels primers àlbums evolucionaven en ambients homo de Colònia i no freqüentaven gaire heterosexuals, a excepció de les respectives famílies.

## Àlbums
- Sarius, 1981
- Das sensationelle Comic-Book, 1981
- SchwulComix, 1981
- SchwulComix 2, 1984
- Macho Comix, 1984
- SchwulComix 3, 1985
- SchwulComix 4, 1986
- Kondom des Grauens, 1987
- Der bewegte Mann, 1987
- Lysistrata, 1987
- Pretty Baby, 1988
- Comics, Cartoons, Critzeleien, 1988
- Safere Zeiten, 1988
- Beach Boys, 1989
- Prall aus dem Leben, 1989
- Bis auf die Knochen, 1990 (continuació de Kondom des Grauens)
- Heiße Herzen, 1990 (amb Detlev Meyer)
- Zitronenröllchen, 1990
- Schwulxx-Comix, 1990 (amb Walter Moers)
- Deutsche Tuntenpost, 1991
- Bullenklöten!, 1992
- ...und das mit links!, 1993
- Konrad und Paul, 1993
- Konrad und Paul 2, 1994
- Konrad und Paul 3, 1997
- Jago, 1998
- Superparadise, 1999 (continuació de Bullenklöten)
- Poppers! Rimming! Tittentrimm!, 2001
- Wie die Karnickel, 2002
- Sie dürfen sich jetzt küssen, 2003 (tercera part de Bullenklöten)
- Suck my duck, 2004
- Roy und Al, 2004
- Dschinn Dschinn: Der Zauber des Schabbar, 2005
- Dschinn Dschinn 2: Schleierzwang im Sündenpful, 2006
- Trojanische Hengste, 2006
- Hempels Sofa, 2007
- Stutenkerle, 2008
- Prototyp, 2008
- Archetyp, 2009
- Antityp, 2010
- Der Dicke König, 2011
- Elftausend Jungfrauen, 2012

### Traduccions al català
- El condó ataca, Llibres de l'Índex, 1997. Traducció de Wladimir Pedrós[6]
- L'home desitjat, 2007

## Pel·lícules
- L'home desitjat (Der bewegte Mann), 1994
- El condó assassí, 1996 (Kondom des Grauens) (guió de Ralf König)[4]
- Wie die Karnickel, 2002 (guió de Ralf König)
- Lisístrata, Espanya 2002 (basada en Lysistrata i dirigida per Francesc Bellmunt)[7]

## Premis
- Premi Joop Klepzeiker, 1988

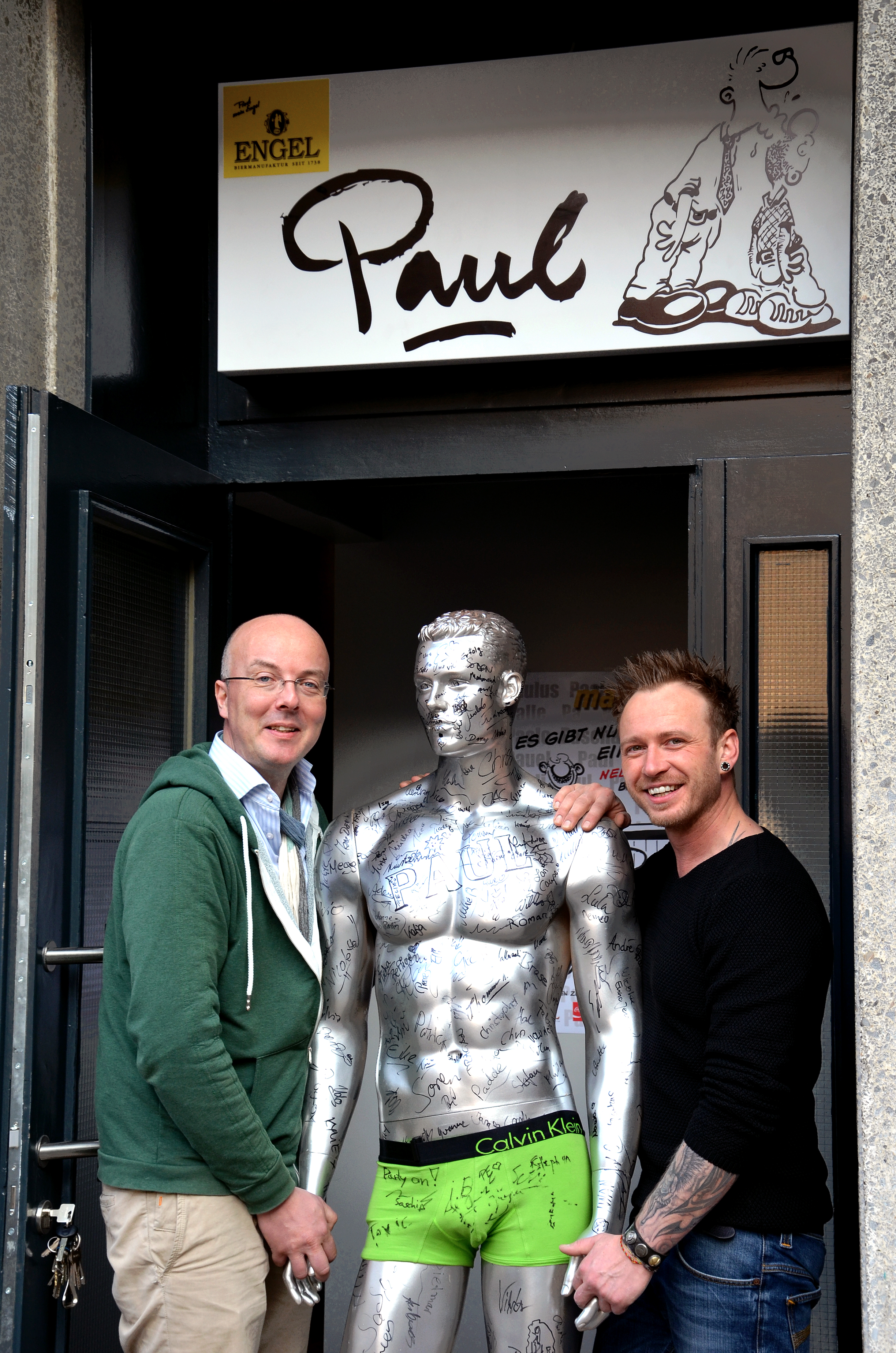
Figura de Ralf König a Hannover

- Millor dibuixant de còmics alemany, Grenoble, 1990
- Premi Max i Moritz, 1992
- Millor dibuixant de còmics internacional, Saló Internacional del Còmic de Barcelona, 1992
- Bundesfilmpreis pel film Der bewegte Mann, 1995
- Goldene Leinwand mit Sternchen pel film Der bewegte Mann, 1995
- Goldener RIK, Colonia, 2002
- Zivilcourage-Preis des Berliner CSD, Berlín, 2004
- Prix Alph’Art, Angoulema, 2005
- Premi miglior storia lunga, 2005
- Premi Max i Moritz, 2006